# Sérénade pour cordes (Suk)

La Sérénade pour cordes op. 6 en mi bémol majeur est une pièce orchestrale de Josef Suk. Depuis une version initiale en deux mouvements jouée en 1893, elle est créée en quatre mouvements le 25 février 1895 au Conservatoire de Prague sous la direction d'Antonín Bennewitz. L'ouvrage est publié avec le parrainage de Johannes Brahms.

## Structure
1. Andante con moto
2. Allegro ma non troppo e grazioso
3. Adagio
4. Allegro giocoso ma non troppo presto